# 1611
Реформація •  Епоха великих географічних відкриттів •  Ганза •  Нідерландська революція •  Річ Посполита •  Запорозька Січ

## Геополітична ситуація
Османську імперію очолює Ахмед I (до 1617). Під владою османського султана перебувають Близький Схід та Єгипет, Середземноморське узбережжя Північної Африки, частина Закавказзя, значні території в Європі: Греція, Болгарія і Сербія. Васалами османів є Волощина та Молдова.
Священна Римська імперія — наймогутніша держава Європи. Її територія охоплює, крім німецьких земель, Угорщину з Хорватією, Богемію, Північну Італію. Її імператором є Рудольф II з родини Габсбургів (до 1612). Король Угорщини, Австрії, Моравії, Галичини та Володимерії та Богемії — брат імператора Матвій Габсбург (до 1619).
Габсбург Філіп III Благочестивий є королем Іспанії (до 1621) та Португалії. Йому належать Іспанські Нідерланди, південь Італії, Нова Іспанія, Нова Гранада та Нова Кастилія в Америці, Філіппіни. Португалія, попри правління іспанського короля, залишається незалежною. Вона має володіння в Бразилії, в Африці, в Індії, на Цейлоні, в Індійському океані й Індонезії.
Північ Нідерландів займає Республіка Об'єднаних провінцій. Король Франції — Людовик XIII Справедливий (до 1643). Королем Англії є Яків I Стюарт (до 1625). Король Данії та Норвегії — Кристіан IV Данський (до 1648), Швеції — Густав II Адольф (до 1632). На Апеннінському півострові незалежні Венеціанська республіка та Папська область.
Королем Речі Посполитої, якій належать українські землі, є Сигізмунд III Ваза (до 1632). На півдні України існує Запорозька Січ.
Царем Московії є Владислав Ваза (до 1613). Існують Кримське ханство, Ногайська орда.
Шахом Ірану є сефевід Аббас I Великий (до 1629).
Значними державами Індостану є Імперія Великих Моголів, Біджапурський султанат, султанат Голконда, Віджаянагара. У Китаї править династія Мін. У Японії триває період Едо.

## Події
- Смутний час у Московщині:
  - 29 березня у Москві почалось антипольське повстання під керівництвом князя Д. М. Пожарського. Польський гарнізон відбив атаку й підпалив Москву.
  - 3 квітня московським патріархом став Гермоген. Поляки заарештували його за відмову визнати Владислава Вазу царем.
  - 13 червня війська Речі Посполитої взяли Смоленськ.
  - 26 липня — шведське військо під керівництвом Делагарді захопило Новгород, і новгородські бояри підписали зі шведами договір про підтримку ними кандидатури сина шведського короля на московський престол, виходу новгородських земель зі складу Московії і оголошення війни Польщі.
  - У вересні Кузьма Мінін та Дмитро Пожарський підняли друге ополчення.
- Матвій Габсбург захопив Прагу, прогнав свого брата імператора Рудольфа II і проголосив себе королем Богемії. Це сталося попри підтримку імператора 10-тисячним військом іншого брата Леопольда.
- Розпочалася Кальмарська війна між Данією та Швецією. 17 червня війська данського короля Крістіана IV захопили Кальмар.
- Королем Швеції став Густав II Адольф.
- 22 червня екіпаж корабля збунтувався проти свого капітана, англійського мандрівника Генрі Гудзона, який займався пошуком північного-західного шляху до Азії, і висадив його з сином і вісьмома прихильниками на невеличке відкрите судно. Після цього дня ні про Гудзона, ні про його супутників ніхто не чув.
- Падишах імперії Великих моголів Джахангір одружився з Нур Джахан, яка взяла управління державою в свої руки.

## Наука та культура
- Побачила світ «Діоптрика» Кеплера.
- Йоганн Фабріціус відкрив сонячні плями.
- В Англії надруковано «Біблію короля Якова».
- Відбулася постановка останньої п'єси Шекспіра «Буря».
- В Амстердамі споруджено будівлю біржі.
- Почалося спорудження площі Імама в Ісфахані.

## Народились
- 28 січня — Ян Гевелій, польський астроном, автор перших карт Місяця, градоначальник Ґданську